# Nathan Gamble
Nathan Gamble (Tacoma, 12 gennaio 1998) è un attore statunitense.

## Biografia
Gamble è nato a Tacoma, Washington; i genitori sono registi teatrali, e ha una sorella, Danielle. Il suo primo ruolo importante fu Mike in Babel, per il quale fu nominato nel 2007 agli Young Artist Awards. Nel 2008 ha interpretato il figlio del commissario Gordon in Il cavaliere oscuro. Nel 2009 fa parte del cast nella trasposizione cinematografica del romanzo di John Grogan Io & Marley. Sempre nel 2009 ha partecipato come co-protagonista al film dell'orrore The Hole del regista Joe Dante. Nel 2011, poi, ha partecipato a un episodio della serie Disney Buona fortuna Charlie.

## Filmografia

### Cinema
- Babel, regia di Alejandro González Iñárritu (2006)
- The Mist, regia di Frank Darabont (2007)
- Il cavaliere oscuro (The Dark Knight), regia di Christopher Nolan (2008)
- Io & Marley (Marley & Me), regia di David Frankel (2008)
- The Hole, regia di Joe Dante (2009)
- L'incredibile storia di Winter il delfino (Dolphin Tale), regia di Charles Martin Smith (2011)
- Fede e coraggio (25 Hill), regia di Corbin Bernsen (2011)
- L'incredibile storia di Winter il delfino 2 (Dolphin Tale 2), regia di Charles Martin Smith (2014)
- Swiped, regia di Ann Deborah Fishman (2018)

### Televisione
- Runaway - In fuga (Runaway) - serie TV, 9 episodi (2006-2008)
- CSI - Scena del crimine (CSI: Crime Scene Investigation) - serie TV, 2 episodi (2007-2014)
- Senza traccia (Without a Trace) - serie TV, 1 episodio (2007)
- Ghost Whisperer - serie TV, 1 episodio (2008)
- Dr. House - Medical Division (House, M.D.) – serie TV, episodio 5x08 (2008)
- Private Practice - serie TV, 1 episodio (2010)
- Buona fortuna Charlie (Good Luck Charlie) - serie TV, 1 episodio (2010)
- NCIS: Los Angeles - serie TV, 1 episodio (2011)
- The Goldbergs - serie TV, 6 episodi (2015-2016)
- Maron - serie TV, 1 episodio (2016)
- Bones - serie TV, 1 episodio (2017)

## Doppiatori italiani
Nelle versioni in italiano delle opere in cui ha recitato, Nathan Gamble è stato doppiato da:
- Federico Bebi in L'incredibile storia di Winter il delfino, NCIS: Los Angeles, L'incredibile storia di Winter il delfino 2, The Goldbergs
- Ruggero Valli in The Mist, Io & Marley
- Leonardo Caneva in The Hole, Buona fortuna Charlie
- Jacopo Castagna in Babel
- Manuel Meli in Runaway - In fuga
- Tito Marteddu ne Il cavaliere oscuro
- Alex Polidori in Dr. House - Medical Division
- Andrea Di Maggio in Private Practice
- Alessandro Sanguigni in CSI - Scena del crimine
- Davide Perino in Swiped